# Club Deportivo América
Maillots
Le Club Deportivo América, plus connu sous le nom d'América de Quito, est un club équatorien de football fondé le 25 novembre 1939, basé à Quito.

## Palmarès
- Championnat d'Équateur
  - Vice-champion (2): 1969, 1971
- Championnat d'Équateur D2
  - Champion (1): 1978 E2
  - Vice-champion (3): 1974 E1, 1976 E2, 1982 E2
- Campeonato de Pichincha
  - Champion (1): 2004
  - Vice-champion (1): 2005
- Campeonato Professional Interandino
  - Vice-champion (1): 1962

Amical
- Copa Ganadores de Copa
  - Vainqueur : 1971

## Performances en compétitionsCONMEBOL
- Copa Libertadores : 
  - 2 participations (1970, 1972)
  - Meilleur résultat : Premier tour